# 蒙布瓦永
蒙布瓦永（法語：Montboillon，法語發音：[mɔ̃bwajɔ̃]）是法国上索恩省的一个市镇，属于沃苏勒区。

## 地理
蒙布瓦永（47°22'16"N, 5°55'24"E）面积8.43 平方千米，位于法国勃艮第-弗朗什-孔泰大區上索恩省，该省份为法国东部内陆省份，北起顺时针与孚日省、贝尔福地区省、杜省、汝拉省、科多尔省和上马恩省接壤。
与蒙布瓦永接壤的市镇（或旧市镇、城区）包括：瓦斯莱和格拉绍、博讷旺-韦洛雷耶、比塞莱日、科尔多内、埃蒂、热济耶和丰特讷莱。

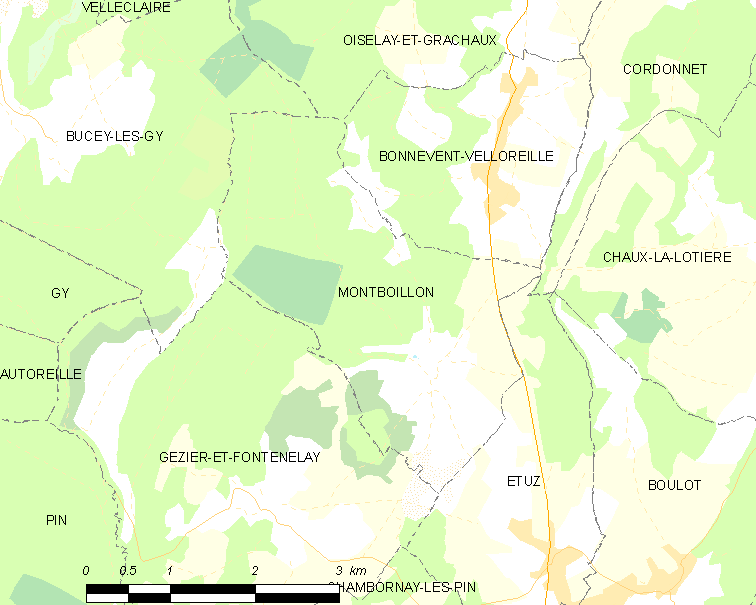
蒙布瓦永的OSM定位图

蒙布瓦永的时区为UTC+01:00、UTC+02:00（夏令时）。

## 行政
蒙布瓦永的邮政编码为70700，INSEE市镇编码为70356。

## 政治
蒙布瓦永所属的省级选区为马尔奈县。

## 人口

1962-2008年间蒙布瓦永人口变化图示

蒙布瓦永于2022年1月1日时的人口数量为299人。